# Autophila submarginata
Autophila submarginata är en fjärilsart som beskrevs av W. Warren 1911. Autophila submarginata ingår i släktet Autophila och familjen nattflyn. Inga underarter finns listade i Catalogue of Life.